# Венделл Маршалл
Ве́нделл Ма́ршалл (англ. Wendell Marshall; 24 жовтня 1920, Сент-Луїс, Міссурі — 6 лютого 2002, там само) — американський джазовий контрабасист. Відомий як учасник оркестру Дюка Еллінгтона.

## Біографія
Народився 24 жовтня 1920 року в Сент-Луїсі (Міссурі). Кузен Джиммі Блантона. Відвідував університет Лінкольна, потім пройшов службу в армії. Після армії декілька місяців грав зі Стаффом Смітом, після чого 1948 року переїхав у Нью-Йорку, де виступав з Мерсером Еллінгтоном. З 1948 по 1955 роки грав з Дюком Еллінгтоном.
Після 1955 року працював у Бродвеї в різних піт-оркестрах і записувався з такими музикантами, як Мері Лу Вільямс, Арт Блейкі, Дональд Берд, Мілт Джексон, Генк Джонс та ін. У 1968 році завершив музичну кар'єру.
Помер 6 лютого 2002 року у віці 81 року в Сент-Луїсі.